# Kana Nishino
Kana Nishino (西野 カナ, Nishino Kana, Matsusaka, 18 de março de 1989) é uma cantora e compositora japonesa. Nasceu na cidade de Matsusaka, província de Mie.  Ela estreou em 20 de fevereiro de 2008, com o single "I". Seu apelido é " Kanayan "  
Muitas vezes considerada uma das cantoras femininas mais populares do Japão no final dos anos 2000 e 2010, ela ganhou popularidade precoce com os singles de R&B "Tookutemo" (com o rapper WISE ) e " Kimi ni Aitaku Naru Kara ". Seu primeiro álbum de estúdio, "LOVE one". (2009), estreou em quarto lugar nas paradas e tornou-se certificado de platina. Ela alcançou mais sucesso com seu segundo e primeiro álbum número um, " To Love " (2010), que foi precedido pelos singles " Motto ... ", " Dear ... ", " Best Friend " e " Aitakute Aitakute " que foram todos certificados "milhões"(RIAJ), estabelecendo Nishino como uma força dominante nas paradas musicais e plataformas digitais. O álbum, certificado de platina três vezes, tornou-se o terceiro álbum mais vendido de 2010 e o single "Aitakute Aitakute" foi a música digital mais vendida do ano.  Enquanto desfrutava do sucesso mainstream contínuo com seus discos seguintes " Thank You, Love " (2011), " Love Place " (2012) e "with LOVE" (2014), a música de Nishino também evoluiu do R&B para o pop .
Em meados da década de 2010, ela se aventurou com sucesso no country pop com os singles "Darling" (2014) e "Torisetsu" (2015). Esta última, música tema do filme de ação ao vivo Heroine Shikkaku , tornou-se a música digital mais vendida de 2015 com mais de um milhão de cópias vendidas.  Posteriormente, ela lançou os álbuns " Just LOVE " (2016) e "LOVE it" (2017), certificados de platina e ouro, respectivamente. Em 2016, ela ganhou o Grand Prix no 58º Japan Record Awards por seu single "Anata no Suki na Tokoro", a primeira artista solo feminina a fazê-lo desde Koda Kumi em 2005. Em 2017, ela alcançou um novo marco ao se tornar a mais jovem artista solo feminina e a primeira mulher nascida na era Heisei a se apresentar no prestigioso Tokyo Dome como parte do " Kana Nishino Dome Tour 2017 Many Thanks ". 
Devido à sua popularidade com o público feminino japonês, Nishino aparece com frequência em capas de revistas de moda e é frequentemente considerada um "ícone de estilo". Foi particularmente aparente em seus primeiros dias devido à sua associação com a subcultura da moda Gyaru , levando sua música a ser chamada de "Gyaru Enka".  Em 2009, a CNN disse que ela era a cantora favorita das adolescentes em Shibuya, Tóquio.  Nishino também é conhecida por suas letras "relacionáveis" sobre o amor. Ela foi premiada como "Artista do Ano" duas vezes em 2014 e 2015 pela Billboard Japan. Desde sua estreia, ela vendeu mais de seis milhões de discos e mais de 46 milhões de downloads, tornando-a uma das artistas femininas de maior sucesso na história das paradas digitais do Japão. 
Em 8 de janeiro de 2019, Nishino anunciou um hiato "indefinido" a partir de 3 de fevereiro do mesmo ano.

## Biografia

### 1989–2007: Início da vida e início da carreira
Nishino estudou inglês desde cedo e foi para a América duas vezes. Ela se interessou por vários gêneros musicais, incluindo hip-hop, R&B e reggae, mas também gostava de literatura japonesa , e começou a cantar canções folclóricas japonesas. Seu sonho de se tornar uma cantora começou na escola secundária. Quando ela tinha 16 anos, sua mãe enviou secretamente uma fita demo dela para o '' Super Heroine Miss Phoenix Audition ''  [ ja ] organizado pela Sony Music , e ela foi classificada como a melhor cantora entre aproximadamente 40.000 candidatos. Em 2006, ela assinou contrato com a SME Records.

### 2008–2010: Estreia e Revelação
Em 2007, enquanto se preparava para ser cantora, ela também estudava literatura inglesa na faculdade. Na época, ela conheceu a dupla australiana Nervo , que ofereceu a Nishino uma música chamada "I Don't Wanna Know" para usar em seu projeto musical. Nishino reescreveu a letra da música para o japonês e a renomeou como "I".
Em dezembro de 2007, seu site oficial foi aberto e, a partir dessa época, "*I* ~Merry Christmas ver.~" estava disponível para download digital em vários sites japoneses, incluindo Mora . A versão original da música "I Don't Wanna Know" estava disponível para download digital no site americano iTunes a partir do dia de Ano Novo. A versão física foi lançada dois meses depois, em 20 de fevereiro de 2008.
O segundo single de Nishino foi chamado de "Glowly Days". Seu terceiro single, " Style ", foi usado como a segunda música tema de encerramento da série de anime Soul Eater e seu quarto single "Make Up" é usado no ONA Chocolate Underground da minissérie britânica Bootleg com um de seus b-sides, " Kirari", como uma música de inserção.
Depois de seus primeiros quatro singles, sua música teve um toque mais R&B . Seu quinto single "Tōkutemo feat. Wise " foi lançado como uma música digital completa ( Chaku Uta Full ) em 11 de março de 2009. O CD físico foi lançado em 18 de março de 2009. É seu primeiro single físico a entrar no topo 50 nas paradas de single da Oricon japonesa . O single digital de Wise "Aenakutemo feat. Kana Nishino" estreou no número 9 no RIAJ Digital Track Chart . 
Nishino lançou seu sexto single " Kimi ni Aitaku Naru Kara " em 3 de junho de 2009. O single atingiu o número 14 no gráfico semanal de singles da Oricon, sendo seu melhor single lançado dos seis. A versão digital do single estreou no número 5 no RIAJ Digital Track Chart. 
Seu álbum Love One. foi lançado em 24 de junho de 2009 e apresenta todos os seis singles, um lado b, "Celtic", um profissional e epílogo (apresentando "kirari"), junto com cinco canções inéditas: "doll" (faixa 3), " Girlfriend" (faixa 4), "Kimi no Koe o feat. Verbal ( M-Flo )" (faixa 5), "Life goes on ..." (faixa 7) e "candy" (faixa 9). "Kimi no Koe o" alcançou o número 5 nas paradas de faixas digitais da RIAJ.
Nishino lançou seu sétimo single " Motto... ". O download digital do toque da faixa completa da música começou em 14 de outubro e o CD físico foi lançado em 21 de outubro de 2009. A música estreou no primeiro lugar no RIAJ Digital Track Chart.  Ela lançou o single duplo A-side " Dear.../Maybe " em 2 de dezembro de 2009. Depois de lançar mais dois singles " Best Friend " e " Aitakute Aitakute ", ela lançou seu segundo álbum To Love em 23 de junho. , 2010.
Em 4 de agosto de 2010, Kana Nishino lançou seu décimo primeiro single, " If ". Essa música foi usada como tema e música de encerramento do filme " Naruto Shippuden 4: The Lost Tower ". O single alcançou o número 5 nas paradas da Oricon e vendeu mais de 85.000 cópias. Seu 12º single, " Kimi tte ", foi lançado em 3 de novembro de 2010.

### 2010–2013: Grande sucesso no Japão com Thank you, Love, Love Place e muito mais
Kana disputou o 61º Kohaku Uta Gassen , que aconteceu no dia 31 de dezembro de 2010, com "Best Friend". Em 9 de fevereiro de 2011, o single "Distance" foi lançado. Ela também colaborou com Wise no single "By your side", lançado em 16 de março de 2011. Dois meses depois, em 18 de maio de 2011, seu novo single "Esperanza" foi lançado. Em 22 de junho de 2011, seu terceiro álbum de estúdio Thank you, Love fez sucesso nas paradas da Oricon por ser o número 1 durante sua primeira semana. Vendeu 178.006 cópias na primeira semana e permaneceu classificado 67 semanas para um total de 376.102 cópias vendidas. Ele contém quatro de seus singles e oito novas faixas. Sai em formato CD e CD + DVD, em DVD podemos encontrar os quatro clipes de seus quatro singles. Haruna Takekawa do "hotexpress" tem expressado as emoções de Nishino e conquistado muita simpatia até agora, mas criticou que está provado por este trabalho que ela agora está um passo adiante. fez. Além disso, "Alright" foi mencionada como uma música que ele gostaria de anotar. Na primavera de 2012, os looks fofos de Nishino a colocaram nas revistas "CUTiE" " JELLY", "JJ", "Popteen", "Ray" e "ViVi" (em ordem alfabética). Em setembro de 2012, Nishino lançou seu 4º álbum chamado Love Place. Foi lançado em duas versões: uma limitada CD+DVD edição e uma edição regular apenas em CD. A música "Be Strong" foi usada para promover o álbum. O álbum foi posteriormente relançado em Taiwan em uma versão de pacote grande, incluindo um calendário de mesa exclusivo de 2013 anos. O álbum ganhou o prêmio de Melhor Prêmio no "Grand Prix record Nippon! Shining 54th" último álbum original "Love Place". A música "Be Strong" foi usada para promover o álbum. O álbum foi posteriormente relançado em Taiwan em uma versão de pacote grande, incluindo um calendário de mesa exclusivo de 2013 anos. O álbum ganhou o Melhor Prêmio no "Grand Prix record Nippon! Shining 54th" mais recente álbum original "Love Place". A música "Be Strong" foi usada para promover o álbum. O álbum foi posteriormente relançado em Taiwan em uma versão de pacote grande, incluindo um calendário de mesa exclusivo de 2013 anos. O álbum ganhou o Melhor Prêmio no "Grand Prix record Nippon! Shining 54th" mais recente álbum original "Love Place".

### 2013–2014: Melhores álbuns e álbuns de caixa
Embora seus singles tenham sido baixados várias vezes, suas vendas físicas de singles começaram a diminuir. Seis meses depois, Kana lançou mais dois singles: "Believe" em junho, seguido por "Namidairo" em agosto. Para comemorar seu 5º aniversário na indústria da música, Kana anunciou seus dois melhores álbuns, Love Collection ~pink~ e Love Collection ~mint~, a serem lançados simultaneamente em 4 de setembro de 2013. A versão mint alcançou o primeiro lugar nas paradas da Oricon, com a versão rosa alcançando a posição # 2. Os dois álbuns venderam quase 650.000 cópias. Um mês depois, ela lançou outro single, "Sayonara". Ela foi a artista solo feminina mais vendida no Japão naquele ano.
Sete meses depois, em 2014, ela lançou seu 23º single "We Don't Stop". O single alcançou o segundo lugar nas paradas da Oricon, vendendo 33.000 cópias. Em agosto, ela lançou seu single "Darling" com tema de música country. O single alcançou a posição # 6 nas paradas da Oricon, vendendo mais de 42.000 cópias e foi certificado como Platina Tripla por ter sido baixado mais de 750.000 vezes, tornando-se um de seus sucessos mais recentes. Ela finalmente lançou a balada "Suki", que alcançou a 9ª posição nas paradas da Oricon, vendendo apenas 24.803 cópias. Em novembro, ela lançou seu quinto álbum com LOVE. O álbum alcançou o primeiro lugar nas paradas da Oricon, vendendo quase 270.000 cópias. No ano, ela foi a segunda artista solo feminina mais vendida.

### 2015–2016: vitória no Japan Record Awards e outros projetos
Após a longa corrida de seu single "Darling", ela lançou outro single com tema de música country em abril chamado "Moshimo Unmei no Hito ga Iru no Nara". O single alcançou apenas a 11ª posição nas paradas da Oricon, mas conseguiu vender quase 42.000 cópias. O single foi certificado como Double Platinum por ter sido baixado mais de 500.000 vezes até maio de 2016. Após o lançamento deste single, suas vendas físicas de single começaram a aumentar novamente.
Em setembro, Kana lançou outro single com o tema country "Torisetsu". O single foi usado como música tema do filme Heroine Shikkaku e alcançou o 6º lugar nas paradas da Oricon. Este também é seu primeiro single que conseguiu vender mais de 25.000 cópias em sua primeira semana desde "GO FOR IT!!" bem como seu single mais vendido desde "Kimi tte" lançado em 2010. A RIAJ certificou o single Gold para embarque de mais de 100.000 cópias.
Em 18 de novembro, ela lançou outro par de álbuns best-of: Secret Collection ~RED~ e Secret Collection ~GREEN~, contendo apenas b-sides de singles e álbuns lançados anteriormente. A versão verde alcançou a posição # 2 nas paradas da Oricon, e a versão vermelha ficou em # 3, vendendo quase 250.000 cópias como um par. Uma nova música "No.1" foi usada como faixa-título do show Okitegami Kyoko no Biboroku e foi certificada como Platina por ter sido baixada mais de 250.000 vezes. Ela foi a artista solo feminina mais vendida no Japão em 2015, com 303.365 cópias vendidas.
Seu 28º single "Anata no Suki na Tokoro" foi lançado em 27 de abril de 2016. O single alcançou o 5º lugar nas paradas da Oricon, vendendo quase 33.000 cópias. Em 13 de julho, ela lançou seu sexto álbum de estúdio Just LOVE. O álbum alcançou o primeiro lugar nas paradas da Oricon, com vendas na primeira semana de quase 127.000 cópias. Nishino ganhou seu primeiro grande prêmio pela música no 58º Shining! Japan Record Awards realizado em 30 de dezembro do mesmo ano. Em 26 de outubro, o 29º single "Dear Bride" foi lançado. Foi realizado em dezembro do mesmo ano 5 dias, "o 49º Japan Cable Awards seu primeiro em" o Grande Prêmio da mesma música foi concedido no mesmo ano.

### 2017–2019: 10º aniversário, hiato e casamento
Um concerto de Kana Nishino no Tokyo Dome em 2017
Nishino foi selecionado como vencedor do "2016 ISUM Bridal Music Awards", realizado em 15 de março de 2017.
Em 8 de abril do mesmo ano, o calendário do 10º aniversário “KANA NISHINO 10th ANNIVERSARY MEMORIAL CALENDAR” foi lançado. Nishino decidiu realizar sua primeira turnê solo de dois grandes domos, "Kana Nishino Dome Tour 2017" Muito obrigado. Kyocera Dome Osaka em 26 e 27 de agosto de 2017 e Tóquio em 23 e 24 de setembro de 2017. O dome realizou 2 apresentações cada, e um total de 160.000 pessoas foram mobilizadas em todas as 4 apresentações.
Em 26 de agosto do mesmo ano, conforme descrito acima, no primeiro dia das duas primeiras grandes turnês dome, o 32º single “Reason for holding hands” (lançado em 18 de outubro) e o 7º álbum “LOVE it” (lançado em 15 de novembro de 2017).
É anunciado que será lançado no outono. De 19 de maio de 2018 a 25 de julho de 2018, Nishino realizou sua primeira National Hall Tour 2018 "LOVE it Tour" (26 apresentações) pela primeira vez em sete anos. ~ 10º Aniversário ~ '(12 apresentações) realizou 38 apresentações, mobilizando um total de 200.000 pessoas.
Em 4 de outubro, 10º aniversário de sua estreia, será anunciado que os dois melhores álbuns "Love Collection 2-mint-" e "Love Collection 2-pink-" serão lançados simultaneamente em 21 de novembro pela primeira vez em 5 anos. Após o lançamento do melhor álbum no dia 10 de outubro, a live especial Kana Nishino Love Collection Live 2019.
LOVE it Tour - 10º aniversário - "na mesma arena, o local da apresentação final. Em 25 de dezembro, a exibição ao vivo de Kana Nishino Love Collection Live 2019.
Em 8 de janeiro, Nishino anunciou que faria um hiato indefinido em seu Twitter oficial, site oficial e fã-clube oficial. No dia 3 de fevereiro, a atividade foi suspensa com a apresentação de "Kana Nishino Love Collection Live 2019" na Yokohama Arena. Nishino anunciou que se casou com seu ex-empresário em seu aniversário de 30 anos. 

### 2023: Kana dá a luz ao seu primeiro filho
Em 04 de agosto de 2023, Kana dá a luz ao seu primeiro filho
"Este é um anúncio repentino, mas dei à luz meu primeiro filho.
Estou gastando meus dias cumprindo, mesmo estando confusa com todas as coisas que não estou acostumada.
Eu gostaria de fazer o meu melhor para esperar o dia em que eu possa conhecer todos vocês.
Eu ficaria feliz se você pudesse cuidar de mim calorosamente."
Nishino Kana"
Disse ela em suas redes sociais.

## Discografia
Álbuns de estúdio
- 2009: Love One.
- 2010: To Love
- 2011: Thank You, Love
- 2012: Love Place
- 2014: With Love
- 2016: Just Love
- 2017: Love It

Álbuns de compilação
- 2013: Love Collection: Pink
- 2013: Love Collection: Mint
- 2015: Secret Collection: Red
- 2015: Secret Collection: Green
- 2018: Love Collection 2: Pink
- 2018: Love Collection 2: Mint